# Ika de Jong
Ika de Jong Kibonge, née à Kinshasa, est une journaliste, animatrice de télévision, et entrepreneure congolaise, cofondatrice de Good life TV, et CEO d'une agence IDJ consulting.

En outre, elle est présidente de la fondation IDJ fondation, une association à but non lucratif vouée à l’autonomisation des communautés en RD.Congo.

## Biographie

### Jeunesse et études
Ika de Jong est née à Kinshasa d’un père d’origine hollando-congolaise Jean-Jacques de Jong et d’une mère moitié portugaise, moitié musongye (Kasaï-Oriental) Chantal Kibonge. Elle grandit en République démocratique du Congo, où elle effectue des études commerciales au complexe scolaire Matanelo à Kinshasa,.
À l’âge de 17 ans, elle quitte la république démocratique du Congo pour poursuivre des études à Amsterdam, où elle obtient un diplôme universitaire en management, Par la suite, elle complète sa formation par des études en déontologie journalistique.

### Parcours professionnel

#### Médias et journalisme
Ika de Jong co-fonde en 2013, en Belgique, avec un associé, Tuba Delo,, la web télévision Good Life TV , dans le but de promouvoir la culture africaine. Elle y anime des émissions et réalise des interviews de personnalités africaines du monde culturel et politique.

#### Événements  et animation
En 2016, Ika de Jong co-anime la cérémonie des All Africa Music Awards (AFRIMA) aux côtés de Bonang Matheba (Afrique du Sud) et d'Ahmed Soultan (Maroc), un événement musical qui se tient à Lagos, au Nigeria.
En novembre 2020, elle tient une master class à Kinshasa, sur l'image d'une personne sur les réseaux sociaux, puis en mars 2024, anime une conférence-débat à Bunia, organisée par la Fondation Naomie Céleste, axée sur l’entrepreneuriat féminin. En avril 2025, elle tient une autre master class à Kolwezi consacrée aux enjeux du numérique.
À travers diverses animations Ika de Jong interviewe des célébrités africaines comme Fally Ipupa Samuel Eto’o, Lord Lombo, Denis Mukwege, Serge Ibaka, Alpha Blondy, Koffi Olomidé, Singuila, Barbara Kanam, ainsi que des jeunes autres musiciens de la diaspora africaine tels que Ke Black ou MHD.

#### Entrepreneuriat
En avril 2021, Elle crée une fondation qu'elle a dénommé Ika de Jong Foundation, , ainsi qu'une agence, IDJ Consulting, spécialisée dans le conseil en communication digitale, présenté à des personnalités comme Antoinette Kipulu et Fally Ipupa. 
Faisant partie du réseau international G100 Women Economic Forum, elle participe à des forums économiques et énergétiques en Afrique centrale, tels que le Central Africa Business and Energy Forum (CABEF),

## Vie privée
Fille de Jean-Jacques de Jong et de Chantal Kibonge, ainée d’une famille de 5 enfants,  Ika de Jong est mariée et mère des trois enfants.

## Publication
En août 2023, elle publie un ouvrage intitulé J’y ai cru aux éditions Ecki Publications,,

## Prix et distinctions
- En 2018, Ika de Jong reçoit le premier prix dans la catégorie Médias lors de la cérémonie de La Nuit des Mérites, organisée au Birmingham Palace en Belgique. La même année, en septembre, elle est désignée « Maîtresse de cérémonie de l’année » lors de la remise des Best of Congo Awards, en Belgique[5].
- En 2019, Elle reçoit le prix de la « Femme africaine valorisante 2019 » à la 57e éditions de la Journée internationale de la femme africaine en Belgique[21],[22].
- En novembre 2023, elle reçoit le « Prix de la littérature » lors de la soirée des Arts Prix Lokumu, à Kinshasa pour son livre J'y ai cru[23],[24]. La même année, l’ONG Le Parlement des Femmes, lui décerne le prix « Mwasi Motomboli Mboka ».
- En 2024, elle reçoit le « Digital African Media Award » lors des DIAM Awards en Belgique[25]. En septembre de la même année, elle est honorée du trophée « Women Business Champion JEC WEF 2024 » décerné par la Chambre nationale des femmes cheffes d’entreprises et entrepreneures du Congo (CNFCEEC)[26]. En novembre, elle reçoit le « prix L’esprit des lumières au service de l’excellence »[27], attribué au Sénat français, aux côtés de plusieurs autres figures africaines dont Francis Ngannou et Didi’B.[28]